# Xã Antwerp, Michigan
Xã Antwerp (tiếng Anh: Antwerp Township) là một xã thuộc quận Van Buren, tiểu bang Michigan, Hoa Kỳ. Năm 2010, dân số của xã này là 12.182 người.